# 雲頂香港

雲頂香港標誌

雲頂香港有限公司，簡稱雲頂香港（英語：Genting Hong Kong Limited，港交所除牌前：0678、新交所除牌前：S21），屬於雲頂集團旗下公司，在2009年10月21日從麗星郵輪有限公司更名而來。
業務除了經營麗星郵輪、星夢郵輪、水晶郵輪外，還在菲律賓經營馬尼拉雲頂世界旅遊主題景點，以及中國內地經營雲頂之星酒店。總部香港九龍尖沙咀廣東道5號海洋中心1501室。由大馬巨擘、丹斯里林國泰主理。由於他對郵輪的喜愛，大舉擴張航線與船廠，一度是做到世界第三，亞洲最大的郵輪業者，但受到疫情衝擊而停業。

## 歷史
2012年6月18日雲頂香港透過澳洲交易所在場內購入1925.91萬股Echo Entertainment Group Ltd.股份，佔Echo已發行股本約2.8%。澳洲上市的Echo主要在當地經營旅遊款待、餐飲、夜生活和博彩業務。
2015年3月3日，雲頂香港宣佈收購日本郵船的郵輪分支水晶郵輪，代價為5.5億美元。
2015年5月21日，雲頂香港公布，旗下Star NCLC與其他股東同意出售合其2,000萬股Norwegian Cruise Line Holdings Ltd（NCLH）股份，其中1,000萬股由Star NCLC出售，雲頂香港收入約5.461億美元，預計可錄得約3.893億美元溢利。

### 清盤呈請
2022年1月18日，雲頂香港開市前停牌，公司指其可能提交臨時清盤呈請，資金或已枯竭。
2022年1月19日，雲頂香港公布，已提交清盤呈請及申請任命安邁顧問有限公司的Edward Simon Middleton和黃詠詩為聯席臨時清盤人，並稱表示公司已盡一切合理努力與其融資安排項下的相關交易對方進行磋商，尚未就有償付能力、達成一致共識及互為條件的重組解決方案達成最終協議。由於可動用現金結餘預計將於1月底或前後耗盡，雲頂香港將無法償還到期債務。
2023年，香港聯交所通知將於5月16日起退市，不敵疫情衝擊，三大郵輪品牌停運，旗下17艘郵輪或出售或報廢拆解。林家改以名勝世界郵輪經營航運業。

## 資產
- 麗星郵輪
- 達富來國際集團（Travellers International Hotel Group）50%
- 馬尼拉雲頂世界
- 金銀島娛樂場公司間接持股75%
- 水晶郵輪 100%
- 星夢郵輪
- 名勝世界郵輪

## 連結
- GentingHK.com （页面存档备份，存于）